# SummerSlam (1989)
SummerSlam 1989 fue la segunda edición de SummerSlam, un evento pago por visión de lucha libre profesional producido por la World Wrestling Federation (WWF). Tuvo lugar el 28 de agosto de 1989 desde el Meadowlands Arena en East Rutherford, Nueva Jersey.

## Resultados
- Dark match: Dino Bravo derrotó a Koko B. Ware
  - Es el primer combate no televisado del evento.
- The Brain Busters (Arn Anderson & Tully Blanchard) (con Bobby Heenan) derrotaron a The Hart Foundation (Bret Hart & Jim Neidhart) (15:57)
  - Anderson cubrió a Bret después de un "Second Rope Elbow Drop".
- Dusty Rhodes derrotó a The Honky Tonk Man (con Jimmy Hart) (9:41)
  - Rhodes cubrió a Honky Tonk después de un "Bionic Elbow".
- Mr. Perfect derrotó a The Red Rooster (3:21)
  - Perfect cubrió a Red Rooster con un "Perfect Plex".
- Rick Martel & The Fabulous Rougeaus (Jacques & Raymond) (con Jimmy Hart y Slick) derrotaron a Tito Santana & The Rockers (Shawn Michaels & Marty Jannetty) (14:58)
  - Martel cubrió a Jannetty a pesar de que Michaels era el hombre legal.
- The Ultimate Warrior derrotó a Rick Rude (con Bobby Heenan) ganando el Campeonato Intercontinental de la WWF (16:02)
  - Warrior cubrió a Rude después de un "Warrior Splash".
- Jim Duggan & Demolition (Smash & Ax) derrotaron a André the Giant & The Twin Towers (The Big Boss Man & Akeem) (con Bobby Heenan y Slick) (7:23)
  - Smash cubrió a Akeem después de que Duggan lo golpeara con una estaca.
- Hercules derrotó a Greg Valentine (con Jimmy Hart) por descalificación (3:08)
  - Valentine cubrió a Hercules con sus pies en las cuerdas.
  - Sin embargo, el anunciador invitado Ronnie Garvin anunció a Hercules como el ganador por descalificación.
- Ted DiBiase (con Virgil) derrotó a Jimmy Snuka por cuenta fuera (6:27)
  - DiBiase ganó cuando Snuka recibió la cuenta fuera del ring.
- Hulk Hogan & Brutus Beefcake (w/Miss Elizabeth) derrotaron a Randy Savage & Zeus (con Sensational Sherri) (15:04) 
  - Hogan cubrió a Zeus después de un "Leg Drop".

## Otros roles
| Comentaristas - Tony Schiavone - Jesse "The Body" Ventura Entrevistadores - Sean Mooney - "Mean" Gene Okerlund Anunciadores - Howard Finkel - Ronnie Garvin | Árbitros - Earl Hebner - Joey Marella - Tim White |